# Nome River
Der Nome River ist ein 65 Kilometer langer Zufluss des Beringmeers im Westen des US-Bundesstaats Alaska. 

## Verlauf
Der Nome River entspringt sieben Kilometer südwestlich des Salmon Lakes am Fuße der Kigluaik Mountains im Südwesten der Seward-Halbinsel. Er fließt in südlicher Richtung durch ein breites Tal. Der Nome–Taylor Highway folgt dem Flusslauf. 13 Kilometer oberhalb der Mündung trifft der Osborn Creek, der bedeutendste Nebenfluss des Nome River, linksseitig auf den Fluss. Die Nome–Council Road überquert den Nome River kurz vor dessen Mündung in den Nortonsund, fünf Kilometer östlich der Stadt Nome. Das Ästuar des Nome Rivers wird von einer Nehrung vom Meer getrennt. Das Einzugsgebiet des Nome Rivers umfasst etwa 410 km².